# Dobra kuća (utvrda)
Dobra kuća je srednjovjekovna utvrda. Smještena je u blizini grada Daruvara u Hrvatskoj, ponad sela Dobre Kuće kod Đulovca.
Dobra kuća imala je više vlasnika i bila je živo središte. Utvrda je izgrađena nakon obližnje utvrde Stupčanice u 14. stoljeću. Prvi put se spominje 1335. godine, kada je kralj Karlo I. Robert razmijenio kraljevski posjed Čabradský Vrbovok u Slovačkoj za Dobru kuću. Dok se susjedna utvrda Stupčanica može dobro vidjeti izdaleka, Dobra kuća je pravo utočište, na osamljenom brežuljku okružena planinama sa svake strane. Vidi se samo iz blizine. Poslije je hrvatsko-ugarski kralj Ludovik I. dao Dobru Kuću dao Nelipićima (bos. grani Hrvatinića) u zamjenu za Greben-grad.
Dobra kuća, kao mjesto trgovine, spominje se 1510.-ih, a pripadala je Bjelovarsko-križevačkoj županiji. Procvat naselja i regije završio je, zbog osmanskih osvajanja. Osmanski vojnici osvojili su Dobru kuću 1542. godine i postavili stražu od 30 vojnika. Nakon odlaska Osmanlija, Dobra kuća je propadala i više se nije koristila. 

## Vanjske poveznice
- Rekonstrukcija pretpostavljenog izgleda utvrde Dobra kuća